# فیلم در ۲۰۰۴
فیلم در ۲۰۰۴ فیلم‌های پخش شده و اتفاقات سینمایی در ۲۰۰۴ را شامل می‌شود.

## پرفروش‌ترین فیلم‌ها
ده فیلم پرفروش جهانی در ۲۰۰۴:
| رتبه | عنوان                     | پخش‌کننده         | فروش جهانی   |
| ---- | ------------------------- | ---------------- | ------------ |
| ۱    | شرک ۲                     | دریم‌ورکس         | $928,760,770 |
| ۲    | هری پاتر و زندانی آزکابان | برادران وارنر    | $795,634,069 |
| ۳    | مرد عنکبوتی ۲             | سونی             | $788,976,453 |
| ۴    | شگفت‌انگیزان               | دیزنی            | $631,442,092 |
| ۵    | مصائب مسیح                | نیومارکت / آیکون | $611,486,736 |
| ۶    | پس‌فردا                    | فاکس قرن بیستم   | $552,639,571 |
| ۷    | ملاقات با فاکرها          | یونیورسال        | $522,657,936 |
| ۸    | تروآ                      | برادران وارنر    | $497,409,852 |
| ۹    | داستان کوسه               | دریم‌ورکس         | $374,583,879 |
| ۱۰   | دوازده یار اوشن           | براداران وارنر   | $362,744,280 |